# 里耶卡港

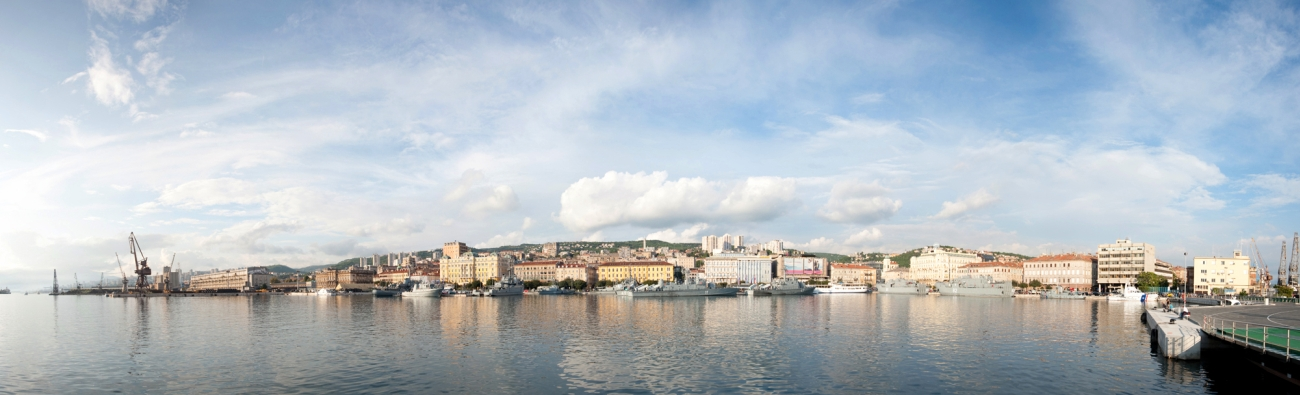
里耶卡港全景

里耶卡港是克羅埃西亞的一個港口，位於亞德里亞海海岸。里耶卡港首次見於歷史記錄是在1281年。里耶卡港是19世紀至20世紀初匈牙利王國、南斯拉夫和獨立後的克羅埃西亞的主要港口。現在里耶卡港是克羅埃西亞最大港口。2016年，里耶卡港的貨物吞吐量達1120萬噸。現在里耶卡港有擴建計劃。

## 外部連結
- Port of Rijeka Authority webcam
- NOAA maps

- Kvarner and Adjacent Waters #54180
- Rijeka including Uvala Martinscica #54181